# Irozuki Tingle no Koi no Balloon Trip
Irozuki Tingle no Koi no Balloon Trip (en anglais Ripened Tingle's Balloon Trip of Love) est un jeu d'aventure développé par Vanpool et édité par Nintendo sur Nintendo DS au Japon le 6 août 2009. C'est un jeu de la série Tingle, dérivée de la franchise The Legend of Zelda, et centrée sur le personnage éponyme, Tingle. Celui est transporté dans le monde imaginaire d'un livre d'images dans lequel il doit charmer plusieurs femmes, où il est aidé de personnages inspirés du roman Le Magicien d'Oz pour en sortir.

## Trame
Un homme ordinaire de 35 ans regarde une émission de télé-achat à la télévision et commande un livre censé rendre ses lecteurs populaires auprès des femmes. Lorsqu'il ouvre le livre, il est transporté dans un univers de livres d'images. Dans ce monde, il devient Tingle, vêtu d'un costume vert.
Tingle rencontre trois personnages qui l'accompagnent dans son périple pour échapper de cet univers : Kakashi l'épouvantail, Buriki la femme-robot femme, et Lion le lion. Ces personnages sont inspirés du roman de Lyman Frank Baum, Le Magicien d'Oz, respectivement de l'épouvantail, du bûcheron en fer blanc et du lion peureux.

## Système de jeu

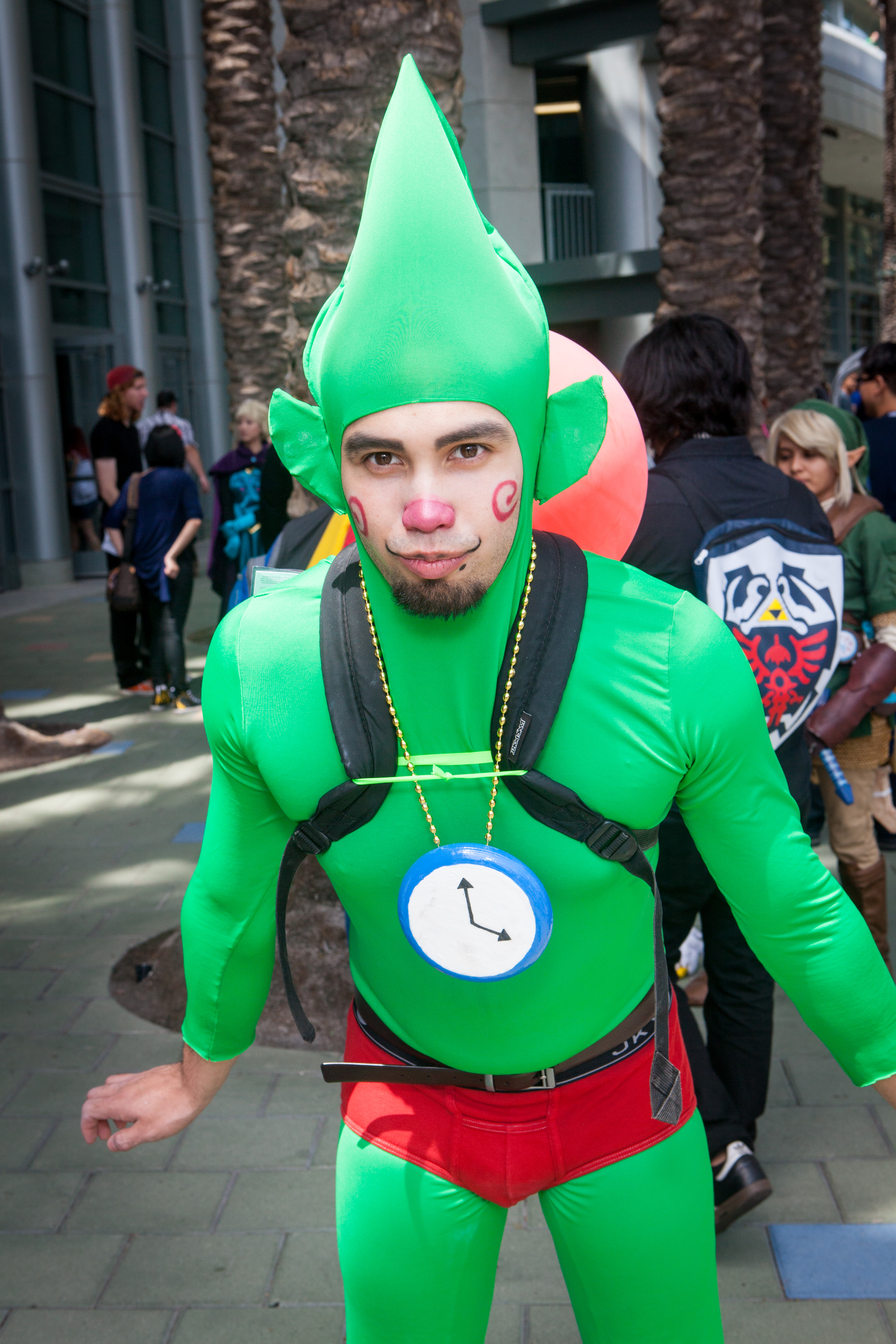
Tingle, personnage central du jeu (cosplay).

Le joueur doit résoudre de nombreuses énigmes nécessitant l'utilisation des capacités différentes des trois partenaires de Tingle. Kakashi manque d'intelligence, mais est petit et donc capable de pénétrer dans de petits endroits. Buriki est très intelligent, mais sans cœur, et peut résoudre intelligemment les énigmes que les autres personnages ne peuvent pas résoudre. Le dernier membre de l'équipe, Lion, est plus puissant que les deux autres partenaires, mais lâche,,,.
Un autre élément central du gameplay est l'interaction romantique avec cinq personnages féminins différents et le protagoniste Tingle. Le joueur doit trouver les mots les plus adaptés lors des dialogues et doit faire monter l'intérêt des prétendantes grâce aux cadeaux les plus adaptés afin d'attirer leurs faveurs. Pour terminer le jeu, Tingle doit établir une certaine relation avec toutes les filles,.
La plupart des actions du jeu sont effectuées via le stylet. La totalité de l'aventure se joue via l'écran tactile, mis à part un seul mini-jeu d'un donjon, dans lequel un panneau de contrôles peut être acheté.

## Développement
Irozuki Tingle no Koi no Balloon Trip est développé par Vanpool, studio qui a également conçu les précédents jeux de la série Tingle. Un premier indice évoquant l'existence du jeu apparait dans le magazine japonais Famitsu de juin 2009, qui présente une annonce affichant une petite image de Tingle accompagnée d'une ligne de texte mentionnant Yōsei? (ようせい?, qui peut se traduire par « Fée ? ». Le 12 juin 2009, Nintendo ouvre un site web, faisant allusion à un prochain jeu Nintendo DS mettant en vedette Tingle,. Un autre numéro de Famitsu publié fin juin dévoile le teasing de deux titres centrés sur le personnage, l'application DSiWare Dekisugi Tingle Pack et le jeu sur Nintendo DS Irozuki Tingle no Koi no Balloon Trip.
Les personnages sont inspirés du roman Le Magicien d'Oz.

## Commercialisation
Irozuki Tingle no Koi no Balloon Trip (en anglais Ripened Tingle's Balloon Trip of Love) sort le 6 août 2009 au Japon sous le titre (いろづきチンクルの恋のバルーントリッ).

## Accueil
Irozuki Tingle no Koi no Balloon Trip obtient une note de 33 sur 40 de la part de Famitsu lors de sa sortie. Il devient le 9e jeu le plus vendu au Japon au cours de sa première semaine d'exploitation, avec 33 498 copies écoulées,. La semaine suivante, il se classe au 9e rang avec 17 956 exemplaires vendus,. Fin août 2009, il s'est vendu à 70 544 exemplaires au total, se classant au 10e rang des ventes.

## Postérité
Le 31 décembre 2017, des fans mettent un patch de traduction en anglais à la disposition du public.